# Кирово (Новосибирск)
Кирово — микрорайон в Советском районе Новосибирска, населённый пункт, включённый в состав города в 1998 году. Объединяет посёлок имени Кирова и посёлок Геологов. К северу от него находится Верхняя зона Академгородка, на востоке граничит с Новосибирским районом, на юге — с Бердском, на западе прилегает к Бердскому шоссе.

## История
Первоначально населённый пункт находился южнее настоящего местоположения, в 1930-е годы в посёлок прибыли спецпереселенцы из Белоруссии (30 семей).
Населённый пункт был перенесён на новое место из-за строительства Новосибирской ГЭС и создания Обского водохранилища.
В 1998 году посёлок вошёл в состав Новосибирска, в 2000 году его территория стала частью Советского района.

## Общие сведения
Застройка состоит из одноэтажных домов и коттеджей.
С севера к микрорайону примыкает Золотая долина, от неё произошло название Золотодолинской улицы, которая связывает Кирово с Академгородком.
На востоке Кирово граничит с Центральным сибирским ботаническим садом.
Рядом с посёлком находится Новосибирское водохранилище с нудистским пляжем.

## Организации
Здесь расположен центр оккультной секты «Ашрам Шамбалы», её лидер Константин Руднев в 2013 году был приговорён к 11 годам заключения в колонии строгого режима.

## Транспорт
На Васильковой улице находятся остановки общественного транспорта.